# Babble (musikgrupp)
Babble var en musikgrupp inom elektronisk dansmusik bestående av Tom Bailey och Alannah Currie (före detta medlemmar av Thompson Twins), samt Keith Fernley. Bailey och Currie utgjorde tidigare duon Thompson Twins som hade stora kommersiella framgångar under 1980-talet. 1993 bytte de namn till Babble som en konsekvens av att de hade övergått från mainstreampop till en mer experimentell musik. Babble utgav två album, The Stone (1994) och Ether (1996) och fick ett par klubbhits med låtarna Take Me Away (1994) och Love Has No Name (1996). Material till ett tredje album började spelas in men skivbolaget ville inte ge ut det och gruppen upplöstes.

## Diskografi
Album
- The Stone (1994)
- Ether (1996)

Singlar
- Tribe (1993)
- Take Me Away (1994)
- Beautiful (1994)
- Love Has No Name (1996)